# Свети Павле (Халкидики)
Свети Павле (грч. Άγιος Παύλος, Ајос Павлос) је насељено место у општини Нова Пропонтида у периферији Средишња Македонија, Грчка. Према попису из 2021. године било је 577 становника.
Насеље је некада било манастирски метох на коме је 1920. године живело 50 мештана околних села. Године 1924. ту је подигнуто ново насеље где су насељене грчке избегличке породице, којих је на попису из 1928. године било 276.